# نیل مگنی
نیل مگنی (انگلیسی: Neil Magny؛ زادهٔ ۳ اوت ۱۹۸۷) ورزشکار هنرهای رزمی ترکیبی و پرسنل نظامی اهل ایالات متحده آمریکا است. وی از سال ۲۰۱۰ میلادی تاکنون مشغول فعالیت بوده‌است.
مگنی یک رزمی‌کار ترکیبی حرفه‌ای آمریکایی است. او در حال حاضر در بخش سبک وزن مسابقات قهرمانی مبارزه نهایی (سازمان یواف‌سی) رقابت می‌کند. او که از سال ۲۰۱۰ به عنوان یک مبارز حرفه‌ای فعالیت می‌کند، به عنوان یکی از شرکت‌کنندگان در برنامه The Ultimate Fighter: Team Carwin vs. Team Nelson نامی برای خود دست و پا کرد و در حال حاضر رکورد بیشترین برد در تاریخ یواف‌سی سبک وزن (۲۳ برد) را در اختیار دارد.